# Електрически стълб
Електрически стълб е основен елемент в електропреносната мрежа, при пренасянето на електрическа енергия.

## История
Един от първите електрически стълбове е поставен през 1917-та край Лос Анджелис. Електрическата мрежа е свързвала електрическата централа в града с градовете Сан Франциско и Пасадена. Първите стълбове са били включени в система, която е пренасяла електроенергия с мощност 115kV. Типът на първите стълбове е от тирпа кула. През 1935-та също в САЩ е построен първият електрическе стълб с възможност за предаване по две мрежи.

## Конструкция
Електрическия стълб се състои от основа, кафез, рамена и връх. Върху рамената му могат да бъдат свързани минимум два високоволтови проводника.

## Класификация

### Според материала
- дървени – ниски мощности
- стълбове от бетон – високи мощности
- стоманени

### Според броя на рамената
- за единична мрежа
- за двойна мрежа
- за много мрежи

### Според предназначението им:
- транспортни стълбове
- магистрални стълбове
- разпределителни стълбове

### Според ъгъла на отклонение
- A тип – 0 – 2 градуса
- B тип – 2 – 15 градуса
- C тип – 15 – 30 градуса
- D тип – 30 – 60 градуса [2]